# Malouinière de la Bardoulais
 (février 2024).
Si vous disposez d'ouvrages ou d'articles de référence ou si vous connaissez des sites web de qualité traitant du thème abordé ici, merci de compléter l'article en donnant les références utiles à sa vérifiabilité et en les liant à la section « Notes et références ».
 (février 2024).
La mise en forme du texte ne suit pas les recommandations de Wikipédia : il faut le « wikifier ».
Les points d'amélioration suivants sont les cas les plus fréquents :
- Les titres sont pré-formatés par le logiciel. Ils ne sont ni en capitales, ni en gras.
- Le texte ne doit pas être écrit en capitales (les noms de famille non plus), ni en gras, ni en italique, ni en « petit »…
- Le gras n'est utilisé que pour surligner le titre de l'article dans l'introduction, une seule fois.
- L'italique est rarement utilisé : mots en langue étrangère, titres d'œuvres, noms de bateaux, etc.
- Les citations ne sont pas en italique mais en corps de texte normal. Elles sont entourées par des guillemets français : « et ».
- Les listes à puces sont à éviter, des paragraphes rédigés étant largement préférés. Les tableaux sont à réserver à la présentation de données structurées (résultats, etc.).
- Les appels de note de bas de page (petits chiffres en exposant, introduits par l'outil «  Source ») sont à placer entre la fin de phrase et le point final[comme ça].
- Les liens internes (vers d'autres articles de Wikipédia) sont à choisir avec parcimonie. Créez des liens vers des articles approfondissant le sujet. Les termes génériques sans rapport avec le sujet sont à éviter, ainsi que les répétitions de liens vers un même terme.
- Les liens externes sont à placer uniquement dans une section « Liens externes », à la fin de l'article. Ces liens sont à choisir avec parcimonie suivant les règles définies. Si un lien sert de source à l'article, son insertion dans le texte est à faire par les notes de bas de page.
- La présentation des références doit suivre les conventions bibliographiques. Il est recommandé d'utiliser les modèles {{Ouvrage}}, {{Chapitre}}, {{Article}}, {{Lien web}} et/ou {{Bibliographie}}. Le mode d'édition visuel peut mettre en forme automatiquement les références.
- Insérer une infobox (cadre d'informations à droite) n'est pas obligatoire pour parachever la mise en page.

Pour une aide détaillée, merci de consulter Aide:Wikification.
Si vous pensez que ces points ont été résolus, vous pouvez retirer ce bandeau et améliorer la mise en forme d'un autre article.
La malouinière de la Bardoulais, est une bâtisse du XVIIIe siècle à trois travées et deux pavillons aux extrémités en léger avancement du corps principal du logis.

## Situation
Situé sur la D.155 entre le Mont-Saint-Michel  et Saint-Malo, sur la commune de Saint-Méloir-des-Ondes

## Historique
Construite en 1731, comme l'indique la date gravée sur le linteau en plein cintre en granite de la porte d'entrée principale, cette propriété s'étendait au départ sur une superficie de 200 hectares

## Architecture
C'est une construction dont le corps du logis est orienté Ouest-Est avec une avancée extérieure de chaque côté du corps central à trois travées. Son toit pentu  comporte des lucarnes, et un étage dont les baies sont garnies de petits carreaux.
On accède au logis par une allée  plantée de chênes et l'enclos est visible de la route.

### Dépendances
Les premiers bâtiments que l'on croisent en arrivant sont des dépendances.
Parcs et jardinscouverts de fleurs.
Chapelleconstruite sous la famille Bardoual, en 1627, enclos devait être dépendante du manoir de Bardoul, qui date de 1513, elle est placée sous le vocable de Saint-Jacques et menaçant ruines dans les années d'après la dernière guerre, elle fut entièrement restaurée. Elle se situe dans le prolongement du logis, et possède une façade gothique, et un portail orné d'arc en ogives, une abside à 3 pans avec une fenêtre de chaque côté  et une petite porte face à la malouinière. Avant 1940 On s'y rendait encore en processession pour les Rogations. Ce lieu de culte est toujours sacralisé.
Orangerie
D'une superficie de 254 m2
Faisanderiepavillon en briques
Germoirjouxtant le colombier il servait pour entreposer le blé destiné aux pigeons voyageurs. Il sert aujourd'hui de logement pour les enfants.
Colombieren parfait état, avec ses 400 boulins servant de nichoir aux ramiers chargés de faire la liaison avec le Port de Saint-Malo et la priorité

## Propriétaires
- 1513-1600 - famille Bardoul
- 1634 - Boulain
- 1648- 17.. Porée
- 1783 - Le Fer du Flachet sg de la " Bardoullais"
- 18..-1832 Le Saige de la Mettrie
- 1832-1849 : Collins de Boishamon
- 1849-1910 : Rozée d'Infreville
- 1910, les Lefebvre en font l'acquisition avec leur gendre Joseph Pouliquen qui en sera l'unique possesseur par héritage en 1942, et le transmis à son fils Saïk en 1978.

2019 - le fils aîné : Erwan reprit la Bardoulais avec Cécile, son épouse et ouvrent la propriété au public en la transformant en gîtes, chambres d'hôtes, ainsi que des espaces dédiés à des séminaires et autres événements. La famille Le Gouëllec est issue en ligne directe de Charles Locquet de Grandville (1646-1713), marquis de Fougeray, armateur et capitaine corsaire à Saint-Malo. Procureur du roi dans la même ville, époux de Fillette Rotou (v.1653-1730). Son fils aîné sera également armateur
- 2024 - Mr et Mme Saïk Le Gouëllec de Schwarz

## Armoiries
Le Fer du Flachet« Échiqueté d'or et de gueules »
Le Saige« D'or à trous fusées rangées en face et un croissant du même en pointe »